# Ластакаускайте, Виолета
Виолета Ластакаускайте (лит. Violeta Lastakauskaitė; род. 28 декабря 1965, Иркутская область) — литовская гребчиха, выступавшая за сборную Литвы по академической гребле в 1992—1996 годах. Победительница и призёрка первенств национального значения, участница летних Олимпийских игр в Барселоне.

## Биография
Виолета Ластакаускайте родилась 28 декабря 1965 года в посёлке Приморский Иркутской области РСФСР.
Училась в спортивной школе-интернате в Тракае, которую окончила в 1983 году. Занималась лыжными гонками под руководством А. Щекочихина, позже перешла в академическую греблю, где была подопечной тренера В. Баубляи. В 1980-х годах неоднократно становилась чемпионкой Литовской ССР в различных гребных дисциплинах, имеет в послужном списке несколько наград всесоюзных первенств.
После распада СССР в 1992 году вошла в основной состав литовской национальной сборной и благодаря череде удачных выступлений удостоилась права защищать честь страны на летних Олимпийских играх в Барселоне. В программе распашных безрульных двоек вместе с напарницей Виолетой Бернотайте сумела квалифицироваться лишь в утешительный финал В и расположилась в итоговом протоколе соревнований на 10 строке.
После барселонской Олимпиады Ластакаускайте осталась в составе гребной команды Литвы на ещё один олимпийский цикл и продолжила принимать участие в крупнейших международных регатах. Так, в 1994 году в безрульных двойках она стартовала на чемпионате мира в Индианаполисе, где стала в итоге восьмой.
В 1996 году отметилась выступлением на мировом первенстве в Глазго, на сей раз показала десятый результат в безрульных четвёрках.